# Tankový prapor (kniha)
Tankový prapor (celý název Tankový prapor: fragment z doby kultů) je česky psaný román Josefa Škvoreckého, jehož hlavní postavou je doktor filosofie Danny Smiřický, který je v rámci povinné vojenské služby přidělen k tankovému praporu. Kniha poprvé vyšla v Torontu v roce 1971 v nakladatelství Sixty-Eight Publishers, v Československu poprvé vyšla v nakladatelství Galaxie až v roce 1990. Román má autobiografické prvky, a přestože se odehrává v roce 1951 v komunistickém Československu, je položen v rovině humoristické, až groteskní. Je také volnou součástí autorovy částečně autobiografické literární pouti, jejíž představitel je Danny Smiřický. Dalšími díly tohoto volného souboru jsou např. Zbabělci, Mirákl, Prima sezóna, Příběh inženýra lidských duší nebo Obyčejné životy.

## Obsah
Sedmý tankový prapor v útoku na spěšně vybudovanou obranu nepřítele
Rotný Danny Smiřický, velitel tanku T-34/85, tráví své poslední měsíce povinné vojenské služby ve vojenském prostoru Kobylec. Ve volných chvílích vzpomíná na skutečné či smyšlené příhody s děvčaty během studia a dospívání. Spolu s ním slouží u tankového praporu další mladí muži, kteří nadšením pro válku a boj pochopitelně neoplývají. V Dannyho tanku a nejbližší kamarádi jsou četař Žloudek (střelec), desátník Andělín Střevlíček (řidič), vojín Bamza (nabíječ), desátník Hlad (kulometčík). Noční cvičení, které nečekaně přeruší major Borovička, který díky své malé postavě a horlivosti získá přezdívku "Malinkatej ďábel", překvapí spící jednotku i jejich velitele. Následuje raport, pochvala jejich okopu a bojová akce - dobytí vrchu Kužel, ve které posádka Dannyho tanku má zničit potenciální hrozbu, 3 tanky typu Sherman. Na jejich tanku se jako dozor veze nadporučík Bobby Kohn, který je po celou dobu cvičení kritizuje a který si pak během cvičení zlomí nohu. Major Borovička není cvičením příliš nadšen.
Provedení zkoušek FO u Sedmého tankového praporu
Posádka asi 50 mužů koná polední klid, vojín Mengele hraje na kytaru, četař Žloudek si čte a Danny Smiřický je povolán k nadporučíku Růžičkovi, aby byl coby kulturní referent útvarové skupiny ČSM dotázán na kulturní posádkovou činnost a plnění Fučíkova odznaku. Danny nakonec dohodne, že mužstvo je ochotno plnit FO, když k tomu budou podmínky, jako např. přítomnost knih v knihovně. Následně proběhne konání zkoušek FO za vedení agitátora poručíka Prouzy. Ze všech kandidátů se však přihlásil pouze jediný vojín Pravomil Poslušný, který ještě ke všemu nestihl přečíst dílo Lenin-Stalin-Kalinin mládeži, a tak ani on se necítí být dostatečně připravený. Když kapitán Matka zjistí, jak se věci mají, nakonec donutí všechny vojáky, kteří nekonali řádně polední odpočinek, jít ke zkouškám FO. Rotný Peňáz je pak následně dotázán na knihu Daleko od Moskvy, ale jeho výklad poručíka Prouzu nenadchne. Probírají další knihy, mimo jiné i Klement Gottwald mládeži, Reportáž psanou na oprátce nebo baladu Jiřího Wolkera O nenarozeném dítěti. Následuje debata o údělu žen. Komise FO se po delší diskuzi nakonec shodne, že úkol ženy v dnešní době je být především soudruhem. Manželky důstojníků, včetně paní Pinkasové (jejíž manžel nadporučík Pinkas měl kvůli tomu, že během války bojoval na západní frontě, zastavený postup), poté rovněž skládají odznak FO. Danny se následující dny zakouká do smutné, ale krásné paní Pinkasové. Danny a Janinka Pinkasová pak spolu mluví o životě, hrdinství vojáků a také trochu o lásce, která mezi nimi vykvétá. Danny v konci kapitoly lituje, že mohl dva roky spát s prostou ale krásnou Janinkou, zatímco běhal za nepřístupnou intelektuální Lizetkou, kterou znal z dob studií na vysoké škole a z civilu.
Noc v posádkovém vězení
V posádkovém vězení v podvečer vypouštějí vězně na toaletu, mezi nimi je i "Mici", četařka Marie Babinčáková, kterou nejprve nechtějí z cely pustit. Po výhrůžkách a poté, co se vojáci zasmáli, podporučík Malina vydává rozkaz na propuštění vězeňkyně. Následně jí 42 vězňů vzdá hold obnaženými penisy. Danny pak nastupuje noční službu hlídače vězňů spolu s podporučíkem Malinou, který si během své služby odskočí k Mici do cely. Naneštěstí tu noc koná major Borovička kontrolu stráží. Danny je pak nucen majora Borovičku odvést i k cele, kde právě probíhá pohlavní styk, "činnost, jíž vojenské řády nepřipouštějí". Následně dojde ke konfliktu mezi Malinou, Borovičkou i Dannym, neboť ten sice uposlechl rozkazu nadřízeného Maliny, ale konal "proti vůli lidu". Danny nakonec prohlásí, že si bude na majora Borovičku stěžovat.
Lekce z katolického náboženství
Danny utíká z kasáren a vydává se do Prahy za Lizetkou (Ludmilou Neumannovou-Hertlovou). Ta doma není, ale Danny mluví s jejím otcem, který u rádia lamentuje nad komunistickým režimem. Danny pak v pokoji Lizetky čte její zápisky, ze kterých poznává, že Lizetka mezitím chodila s nějakým japanologem, který také nebyl u ní úspěšný. Pak s nějakým Mauricem, ale ten byl rovněž odmítnut. Zjišťuje, že Lizetka je sice atraktivní, ale vlastně povrchní a falešně ctnostná katolická dívka se švýcarským vzděláním a Dannyho milostné žadonění ji nechává zcela chladnou. Je frigidní a nepřístupná, ale nepřestává jí milovat.
Divizní kolo armádní soutěže tvořivosti
V sále divizního kina se konají soutěže tvořivosti. Posuzují se jednotlivá odvětví kultury, např. tankistická poezie, ženijní poezie, dělostřelecká poezie. Účastní se rovněž armádní umělecký soubor a vojáci jsou upoutáni spíše křivkami členek souboru v slušivých uniformách, než uměleckou hodnotou přednášejících soudruhů. Diskuze nad úrovní umělecké tvořivosti pak vede soudruh Mistr Bobr, který chválí mladé lidi v jejich uvědomělosti.
Vůně civilu
Danny je na vycházce u Lizetky, pak jí navštíví u ní v práci v Kulturním zařízení Hl. města Prahy, kde před nástupem na vojnu rovněž i on krátce pracoval. Sleduje počínání jejích kolegyň Králové a Lexiny Kovářové, je přítomen všednímu pracovnímu dni, který na něho působí opojně. Po práci se má Danny sejít o půl jedenácté s Lizetkou, pauzu vyplňuje návštěvou kamarádky Aleny v Armádním uměleckém divadle. Zhlédne tak nezajímavé sovětské představení, a pak spolu už s Lizetkou zajdou na soukromé představení westernu Krvavá rokle. Drží se s Lizetkou za ruce. Pak ještě stihne noční vlak do Kobylce.
Podzimní prověrka bojové a politické připravenosti
Při nástupu se plukovník Helebrant dozví z telegramu, že je třeba vykonat nějaké prověrky v kulturně masové práci. Některé brigády se již aktivizovaly, někteří velitelé jiných divizí se rozhodli, že zaujmou k této ožehavé a problematické situaci jasný postoj a tak ani v Kobylci nesmějí zůstat pozadu. Najednou je v kasárnách živo. Dokonce i velitel štábu nadporučík Pinkas, který všechno bral ležérně, musí vyvinout nějakou činnost. Je třeba zkrášlit prostředí kasáren, zamalovat nemravné nápisy, vyčistit chodníky, obnovit výstavky a vykonat prověrky. Na tyto prověrky se dostavuje i jednooký sovětský vojenský poradce, zvaný Nikitičenko. Je přítomen zkoušce střelecké přípravy. V ní neobstojí četař Žloudek, který nedokáže řešit teoretickou situaci s tankem Sherman. Velitel se proto obrací na snaživého rotného Maňase, který bleskově popíše střelecký postup. Poté se prapor přesune na bojiště Větrnice, kde má poradci ukázat nabyté vědomosti v praxi. A zatímco posádka Dannyho tanku se zaskví, tank rotného Maňase, který před chvíli tak uchvátil teoretickými znalostmi, ohrozí velitelskou pozorovatelnu neukázněnou střelbou. Pak se zjistí, že Maňas po celou dobu vojny pro samé agitování a psaní do časopisu Pěst lidu, vůbec nebyl v tanku. Je degradován. Nakonec je před sovětským poradcem vyznamenán četař Očko, řidič tanku a je tak náplastí na zlomenou duši kapitána Matky. Jeho prapor při předešlých cvičeních zabloudil v nepřátelském území, on sám pak nedokázal na Řípu určit směr ku Praze a kvůli tomu, že celý jeho prapor propadl z chemické, taktické i pořadové přípravy. Četař Očko, v civilu řidič pásáku, byl generálem vyznamenán a ostuda nad celým praporem je tímto smazána. Danny během cvičení utekl za Janinkou. Ať už jeho kroky vedla láska či pouhý strach o to, zda střelba Maňase nepronikla až do důstojnických ubytoven, strávil s ní nakonec hezké chvíle.
Bakchanálie
Vojáci v kasárnách včetně velitelů se na kulturní slavnosti, kterou otevírala provolání a hesla "Dva roky žili jsme jak bratři a přísaháme, nezapomene. Kdyby bylo třeba, položit život za svou zem, my všichni jsme tu připraveni k boji, připraven k boji i já tu jsem!" opijí a v pozdějších hodinách večerních již tato akce ztrácí na kulturnosti. Četař Kobliha dokonce směňuje svůj odznak Vzorný tankista za 50 korun, které záhy proměňuje za lahev Čerta. U vedlejšího stolu vypukne rvačka na nože, jejímž iniciátorem je Lakatoš. Poddůstojníci vzadu v sále zase pijí alkohol přímo z obrácené bysty význačného státníka. A zatímco v hospodě probíhá veselí, venku je možno zaslechnout perlustraci dvou vojáků od majora Borovičky, kterého v kasárnách už skutečně nikdo nemá rád. Tu noc je pak dobrovolně naplněno i kasárenské vězení, do kterého se dožaduje vstupu velké množství opilců.
Kulturně masový večírek na rozloučenou
Rotný Maňas byl za svůj čin na cvičišti degradován na vojína. Neunesl to a pokusil se o sebevraždu, avšak namísto smrti oběšením se zřítil do záchodové mísy. Chystají se přípravy na rozlučkový večírek, který za několik dní skutečně vypukne za přítomnosti majorů Borovičky a Sádla a dalších důstojníků i s manželkami. Mezi nimi i Janinka Pinkasová. Proslov má major Borovička, hrozí v něm důležitostí bojové přípravy a že někteří soudruzi ani za 30 měsíců vojny nejsou schopni ovládnout tak složitý stroj, jakým je tank T-34. Pak je bohatá hostina. V průběhu veselí vystoupí opět rotný Maňas s kulturním přednesem a scénkou, které ovšem nikdo nevěnuje pozornost. Kapitán Matka oznámí, že tábor imperialismu se hroutí. Tato zpráva však rovněž nikoho nezajímá. Major Borovička vystřelí ze zlosti a v opilosti ze své služební pistole a hrozí všem, že nestrpí urážky vůči dělnické třídě. Nadporučík Pinkas se opil tak, že usnul s hlavou na stole a Janinka pokyne Dannymu, že se za chvíli setkají venku. Tam, v kůlně na nářadí po intimní scéně mají rozhovor o jejich společné budoucnosti. Ona si uvědomuje svoji situaci, ale miluje Dannyho. Ten jí nabízí život v Praze, ale ona odmítá. Zajištěná a bezproblémová existence po boku důstojníka je pro ni větší hodnotou, než nejistota po boku mladého filosofa. Vyčítá mu, že se vůbec do něho zamilovala. Pak se rozchází a večer končí. Pohřešuje se major Borovička, kterého naposledy viděli blízko kuchyně. Danny pak následující den odchází spolu s ostatními do civilu. Na konci příběhu se až po čase a za pomoci speciálního vozidla zjistí, že jímka z kuchyně a kanálu je ucpaná vojenskou holínkou nezvykle malých rozměrů a že záhadné zmizení majora Borovičky hned po rozlučkovém večírku má nyní jasné vysvětlení.

## Adaptace
- V roce 1991 režisér Vít Olmer natočil filmovou komedii Tankový prapor, v hlavní roli Lukáš Vaculík.

## Zajímavosti
- Předmluvu pod názvem Rekomandace k prvnímu vydání v Kanadě v roce 1971 napsal Jiří Voskovec. Tato předmluva byla otištěna i v prvním vydání v Československu v roce 1990.
- Ačkoli román čerpá z vlastních autentických zkušeností Josefa Škvoreckého, v úvodu románu je poznámka, že události i osoby jsou naprosto smyšleny.
- Povinná literatura ke splnění Fučíkova odznaku - Lenin Stalin Kalinin mládeži[3], Gottwald mládeži[4], Proti všem[5].